# Artim Šakiri
Artim Šaḱiri (in macedone Артим Шаќири?; grafia albanese Artim Shaqiri; Skopje, 23 settembre 1973) è un allenatore di calcio ed ex calciatore macedone con cittadinanza albanese, di ruolo centrocampista.

## Carriera

### Nazionale
Ha collezionato 72 presenze e 15 gol con la nazionale macedone.

## Palmarès

### Giocatore

#### Club

##### Competizioni nazionali
- Campionato macedone: 2

Vardar: 1993-1994, 1994-1995
- Coppa di Macedonia: 1

Vardar: 1994-1995
- Campionato bulgaro: 1

CSKA Sofia: 2002-2003
- Coppa del Liechtenstein: 1

Vaduz: 2006-2007
- Coppa d'Azerbaigian: 1

Qarabağ: 2008-2009